# Баллигарретт
Баллигарретт (англ. Ballygarrett; ирл. Baile Ghearóid) — деревня в Ирландии, находится в графстве Уэксфорд (провинция Ленстер) у региональной дороги R742.